# Medvež'egorskij rajon
Il Medvež'egorskij rajon (in russo Медвежьегорский район?) è un rajon della Repubblica di Carelia, nella Russia europea; il capoluogo è Medvež'egorsk.
Istituito il 29 agosto 1930, ricopre una superficie di 13.696 chilometri quadrati, inclusa una parte del lago Onega.